# Castello del Lago
Castello del Lago (detta anche Castel del Lago) è una tra le varie frazioni che compongono il territorio comunale di Venticano, in provincia di Avellino.

## Origine del nome
Il toponimo potrebbe far riferimento a un originario insediamento fortificato longobardo (lagar, accampamento) a controllo della via Appia, in analogia con quanto avvenuto anche nel Ducato di Spoleto (Casteldilago), in Lombardia (Offlaga, Medolago) e in altri luoghi del Ducato Longobardo di Benevento (Lagonegro, Lago).

## Storia
All'epoca del regno delle Due Sicilie il territorio di Castello del Lago faceva parte della provincia del Principato Ultra, avente per capoluogo dapprima Montefuscolo, poi (dal 1806) Avellino. "Ultra" o "Ulteriore" (al di là, più lontano da Napoli) indicava semplicemente la lontananza del territorio dalla capitale partenopea. Già facente parte del feudo dei principi di Sirignano e in piccola parte del territorio degli Spinelli di Napoli, principi (1677) di San Giorgio La Montagna, fu spezzettato in piccole proprietà terriere in modo da poter essere agevolmente acquistato dai contadini/braccianti dell epoca, che sul modello del sistema di Gutsherrschaft erano i diretti discendenti dei servi della gleba di epoca medievale. La riforma agraria fu per la maggior parte attuata con l'avvento della Repubblica, in seguito alla riforma del latifondo. Il parlamento italiano varò nel 1950 una legge in tal senso, la legge stralcio n. 841 del 21 ottobre. Come in buona parte del sud Italia nei primi anni del Novecento la maggior parte dei redditi erano le rimesse che gli uomini emigrati in America inviavano a mogli e famiglie rimaste a casa. Notevole è stato il peso nel XIX e XX secolo dell'emigrazione verso le Americhe, maggiormente verso le zone di New York e Boston, in misura minore verso il sud America. Ad oggi, mancando la zona di vere e proprie attività economiche l'emigrazione è l'unica vera alternativa alla disoccupazione, a un lavoro grigio che a volte sconfina nel nero o al precariato di qualche tipo. Prima del 1948 l'odierna compagine territoriale di Castello del Lago faceva parte del più grande comune limitrofo, Pietradefusi. Con il d.lgs. n. 665 del 21 aprile 1948 del presidente della Repubblica Enrico De Nicola si sancì la definitiva separazione da Pietradefusi e la costituzione di un nuovo comune che, sotto la denominazione di Venticano, comprendeva i territori delle frazioni di Campanarello, Castello del Lago, Calore, Colonna San Martino, Colonna San Giovanni e San Nicola.

## Geografia fisica
La frazione è situata in zona collinare, in parte geologicamente instabile a causa della franosita dei terreni e fino all ultimo decennio del 1900 intensamente sfruttata dal punto di vista agricolo per la produzione del tabacco. Con l'antieconomicità della coltivazione del tabacco, a seguito della fine dei contributi UE, molti terreni sono rimasti incolti, qualche terreno è stato riqualificato passando a produrre ortaggi, olive da olio Ravece e uve da vino Aglianico. La vicinanza del casello autostradale e dello svincolo del raccordo di Benevento soffocano un possibile sviluppo dell'abitato del paese. Inoltre, svincolo e casello sono fonti di inquinamento atmosferico, anche in forma di polveri sottili, quali microplastiche e particelle metalliche, oltre che fortemente acustico, mancando l'autostrada A16 Napoli-Bari di qualsivoglia barriera anti-rumore. Una buona parte delle abitazioni ha il retro che affaccia direttamente sul raccordo, sul casello e sulla strada statale 7 via Appia.
La zona è stata frequentemente interessata dai terremoti che nel corso dei secoli hanno colpito Irpinia e Sannio. 
Proprio a seguito del sisma del 1980, il più intenso del '900, l'abitato della frazione è stato quasi completamente ricostruito, anche se in realtà i danni del solo terremoto erano stati marginali, essendo molte delle abitazioni dell'epoca già fatiscenti poiché costruite in economia almeno nell'800 se non prima.
Il paese offre spunti per escursioni naturalistiche grazie al fiume Calore Irpino e ai torrenti Mele e Montevergine. Non lontano da Castel del Lago, ma nel territorio comunale di Apice, è possibile osservare i resti di un ponte romano del 190 a.C. detto "ponte rotto" o "ponte appiano", facente parte della via Appia antica che congiungeva Roma a Brindisi. Fu rinnovato da Adriano nel 123, come attestano anche i sei miliari ritrovati lungo il percorso, e attraversava il Calore proprio con il Ponte Rotto. Forse realizzato inizialmente in legno, fu ricostruito in muratura probabilmente in età traianea. La struttura, a schiena d'asino, era lunga circa 142 metri e comprendeva otto archi sorretti da sette piloni, di cui tre in acqua e quattro sul terreno. La carreggiata aveva una larghezza di circa quattro metri e il complesso era rivestito in opera reticolata. Il ponte in realtà non è accessibile direttamente da Castello del Lago, per arrivarci bisogna invece dirigersi presso la frazione Morroni del comune di Bonito percorrendo circa 10km in auto.

## Cultura

### Eventi
Santo Patrono
La festa patronale della S.S. Maria Vergine Immacolata, retaggio di un antico culto di Minerva, retaggio esso stesso di un culto di Atena arrivato in zona con la Magna Grecia, viene festeggiata dalla comunità castellana l'ultimo fine settimana del mese di maggio. In questa occasione si assiste alla tipica processione nel corso della quale fedeli fanno offerte alla Madonna sotto forma di banconote o oggetti in oro che vengono appesi al manto della statua portata in processione.
Festa patronale di S.S. Maria Vergine Immacolata
Nei giorni della festa patronale viene spesso organizzata la Sagra della Penna, con degustazione di piatti preparati con prodotti tipici accompagnati da ottimo vino locale, il famoso Aglianico di Taurasi.
Festa dell'aia
Usi e costumi antichi ma non troppo, liberamente ispirati al mezzogiorno italiano del 900, dove il duro lavoro dei campi era insieme passatempo e dannazione quotidiana della generazione nata a cavallo delle due guerre. Interessante l'esposizione di mezzi, attrezzi e suppellettili legate al mondo agricolo di epoca novecentesca. Durante la festa, in genere nell'ultimo fine settimana di luglio, si inscena il trasporto di frumento su un carro trainato da una coppia di buoi, seguito dalla trebbiatura con trebbia e trattore dell'epoca.

## Infrastrutture e trasporti
La frazione è un importante snodo stradale irpino, in quanto è a ridosso del raccordo autostradale 9 che collega la città di Benevento al casello dell'Autostrada A16 Napoli - Canosa. Inoltre il territorio urbano è attraversato dalla Strada statale 7 Via Appia che collega la frazione con San Giorgio del Sannio e Calore. Proprio la vicinanza all casello dell'autostrada A16 fanno della località una fermata obbligata dei pullmann della ditta AIR che collegano buona parte dell Irpinia e qualche comune del Sannio con il capoluogho regionale, oltre a essere un ottimo mezzo collegamento con l'aeroporto di Napoli-Capodichino.